# Jekatěrina Podkopajevová
Jekatěrina Podkopajevová (rusky Екатерина Подкопаева) (* 11. června 1952, Moskva) je bývalá sovětská a později ruská atletka, jejíž specializací byla trať na 1500 metrů.
Je dvojnásobnou halovou mistryní světa a dvojnásobnou halovou mistryní Evropy. Na prvním mistrovství světa v atletice v Helsinkách 1983 vybojovala dvě medaile. K bronzové medaili z patnáctistovky přidala bronz také z půlky. Reprezentovala na letních olympijských hrách v Barceloně 1992, kde doběhla ve finále na osmém místě v čase 4:02,03.